# دست‌باله
دست‌باله (نام علمی: Cheirolepis) نام یک سرده از رده پرتوبالگان است.
ماهی پرتوباله‌ی دست‌باله ابتدایی‌ترین عضو گروه خارپایگان است که نمونه‌ای کامل از آن یافته‌ایم. این ماهی در دریاچه‌های کم‌عمق حدود ۳۸۰ میلیون سال پیش زندگی می‌کرد و بدنی دراز و پوشیده از فلس‌هایی ریز، متداخل و لوزی‌شکل از جنس گانوئین -ماده‌ای شبیه مینای دندان- داشت. باله‌های صدری این ماهی گوشتی بودند و بیشتر به باله‌های صدری شش‌ماهی امروزی شباهت داشتند. دست‌باله فقط یک باله‌ی ظهری داشت و دمی شبیه دم کوسه با پشت‌مازه‌ای (میله‌ی اسکلتی) در امتداد نرمه‌ی بالایی بزرگ‌ترش. بیشتر شبکه‌ی باله‌ای این ماهی به پایین آویخته بود.
دست‌باله احتمالاً می‌توانست با سرعت زیاد برای گرفتن شکار شنا کند و آن را به کمک ردیف دندان‌های تیز و متعدد آرواره‌هایش گرفتار کند. طول آرواره‌های این ماهی نشان می‌دهد می‌توانسته دهانش را خیلی باز کند و تکه‌های بزرگ غذا را، که شاید دوسوم اندازه خودش بوده‌اند، بگیرد. از محتویات معده‌ی دست‌باله می‌شود فهمید که ماهی‌ها، از جمله همنوعان خودش، هم جزو رژیم غذاییش بوده‌اند.